# Campeonato Carioca de Futebol Feminino de 2012
O Campeonato Carioca de Futebol Feminino de 2012 foi a 21ª edição da divisão principal do campeonato estadual de futebol feminino do Rio de Janeiro. A competição foi organizada pela Federação de Futebol do Estado do Rio de Janeiro (FERJ) e teve o Vasco da Gama como campeão.

## Regulamento
A competição foi disputada em três fase. A primeira fase foi disputada com as oito equipes, dividas em dois grupos (A e B) jogando entre si, em confronto direto, em dois turnos fechando a primeira fase. As equipes duas primeiras colocadas de cada grupo classificam-se para a segunda fase, as semifinais em confronto de ida e volta. As vencedoras das semifinais avançaram para a terceira fase, a fase final jogando em confronto de ida e volta, sagrando-se campeã a equipe que obteve melhor resultado nas duas partidas.

### Critérios de desempate
Os critérios de desempate foram, na ordem, por fase:
- Maior número de vitórias
- Melhor saldo de gols
- Maior número de gols pró
- Menor número de cartões amarelos e vermelhos
- Sorteio

## Participantes
| Equipe          | Cidade          | Em 2011         | Estádio                         | Capacidade | Títulos            |
| Angra dos Reis  | Angra dos Reis  | Não participou  | Estádio Municipal Jair Carneiro | 5 000      | 0 (não possui)     |
| Bangu           | Rio de Janeiro  | 3º              | Moça Bonita                     | 9 564      | 0 (não possui)     |
| Duque de Caxias | Duque de Caxias | Campeão         | Marrentão                       | 6 000      | 4 (último em 2011) |
| Imperial        | Rio de Janeiro  | 5°              | Kosmos Atlético Social          | 3 000      | 0 (não possui)     |
| Karanba         | São Gonçalo     | 1° participação | Estádio Cordeiro                | -          | 0 (não possui)     |
| Liga Angrense   | Angra dos Reis  | 1ª participação | Estádio Municipal Jair Carneiro | 5 000      | 0 (não possui)     |
| Lusitânia       | Rio de Janeiro  | 1ª participação | Ciaga                           | -          | 0 (não possui)     |
| Vasco da Gama   | Rio de Janeiro  | 2º              | São Januário/CEFAN              | 24 584     | 7 (último em 2010) |